# میکروبیولوژی سلولی

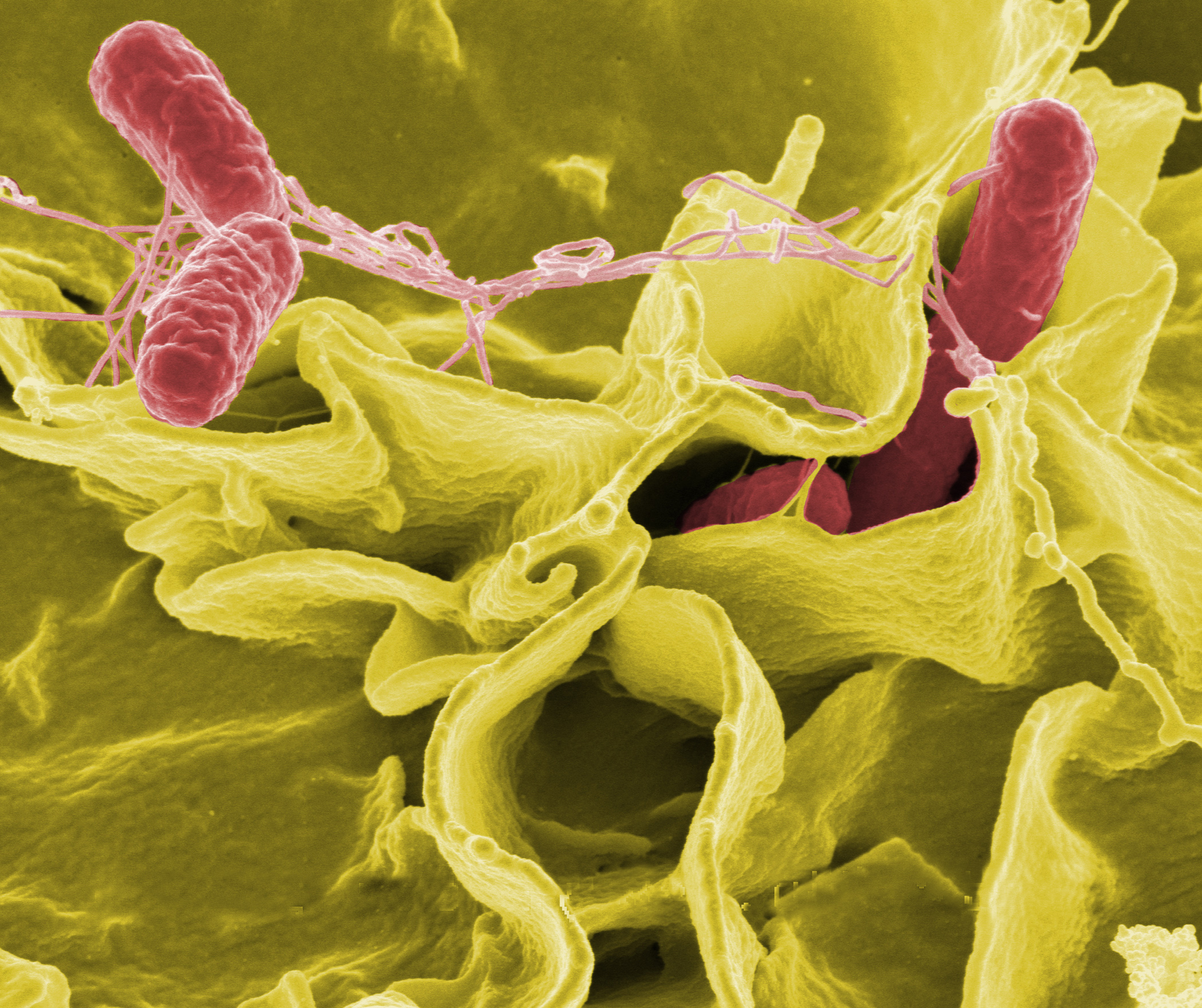
باکتری سالمونلا (قرمز) به سلول‌های کشت شده انسانی حمله می‌کند

میکروبیولوژی سلولی یا میکروب‌شناسی سلولی (به انگلیسی:Cellular microbiology) رشته‌ای است که میکروبیولوژی و زیست‌شناسی سلولی را ارتباط می‌دهد.
اصطلاح میکروبیولوژی سلولی توسط نویسندگان کتابی با همین عنوان و در سال ۱۹۹۶ منتشر و ابداع شد. همکاری و وابستگی متقابل بین میکروبیولوژی و زیست‌شناسی سلولی در سالهای قبل از آن افزایش یافته بود و ظهور رشته جدیدی در چندین کنفرانس علمی پیشنهاد و بحث شده بود.
میکروبیولوژی سلولی تلاش می‌کند از میکروارگانیسم‌های بیماری‌زا به عنوان ابزاری برای تحقیقات زیست‌شناسی سلولی استفاده کند و از روش‌های زیست‌شناسی سلولی برای درک بیماری‌زایی میکروارگانیسم‌ها استفاده کند. توکسین و عوامل زهرآگینی میکروب‌ها برای دهه‌ها در تأثیرگذاری بر فرآیندهای سلول‌های یوکاریوتی و مطالعه آنها مورد استفاده قرار گرفته‌اند. به‌طور فزاینده ای به نظر می‌رسد که استفاده از یک توکسین خالص شده بر روی یک سلول همیشه تصویر کاملی را ارائه نمی‌دهد؛ بنابراین درک نقش توکسین‌ها در بیماری‌زایی، روشی که توکسین باعث ترویج میکروب می‌شود، نحوه تولید توکسین و هم‌فرگشتی توکسین‌ها و همتایان سلول میزبان آن نیز بسیار مهم هستند.
فرآیندهای سلولی یوکاریوتی متعددی با استفاده از «ابزارهای» میکروبی روشن شده‌است. موضوع اصلی در این دسته اسکلت سلولی است. بسیاری از میکروب‌ها سنتز یا تخریب اسکلت سلولی میزبان را، به‌ویژه شبکه اکتین را تغییر داده و بر آن تأثیر می‌گذارند. میکروب‌های داخل سلولی، مانند باکتری‌های سالمونلا و شیگلا، پلیمریزاسیون اکتین را در سلول‌های میزبان ایجاد می‌کنند که در غیر این صورت میکروب‌ها (غیر فاگوسیت‌ها) را درونی نمی‌کنند. این فرایند باعث ایجاد برجستگی‌هایی می‌شود که در نهایت باکتری‌ها را در خود محاصره می‌کند. باکتری‌هایی مانند یرسینیا از پلیمریزاسیون اکتین در فاگوسیت‌ها جلوگیری می‌کنند و در نتیجه از جذب آنها جلوگیری می‌کنند. میکروبیولوژی سلولی سعی در درک چنین فرآیندهایی و چگونگی ترویج عفونت دارد. سایر فرآیندهای یوکاریوتی که میکروب‌ها بر آنها تأثیر می‌گذارند و با استفاده از میکروب‌ها مورد تحقیق قرار می‌گیرند عبارتند از: ترارسانی پیام، سوخت‌وساز، رفت‌آمد یا «قاچاق» وزیکول، چرخه سلولی و تنظیم رونویسی ژنتیکی.
اخیراً، زمینه میکروبیولوژی سلولی برای گنجاندن تحقیقات زیست‌شناسی سلولی خود میکروب‌ها گسترش یافته‌است. «Jacek Hawiger»، رئیس میکروبیولوژی و ایمونولوژی در دانشگاه وندربیلت می‌گوید: «رشته میکروبیولوژی سلولی ترکیبی از دو زمینه است: میکروبیولوژی مولکولی و زیست‌شناسی سلولی.» به‌ویژه در مورد سلول‌های باکتریایی، فناوری‌های جدیدی برای آشکار کردن سطح بالایی از سازماندهی در خود سلول‌های باکتریایی در حال استفاده‌شدن هستند. برای مثال، میکروسکوپ فلورسانس با وضوح بالا و میکروسکوپ نیروی اتمی هر دو برای نشان دادن اینکه سلول‌های باکتریایی چقدر پیچیده هستند استفاده می‌شوند.